# Вале дела Пјетра (Потенца)
Вале дела Пјетра (итал. Valle della Pietra) је насеље у Италији у округу Потенца, региону Базиликата.
Према процени из 2011. у насељу је живело 24 становника. Насеље се налази на надморској висини од 914 м.